# Spilophorus lugubris
Spilophorus lugubris är en skalbaggsart som beskrevs av Fabricius 1775. Spilophorus lugubris ingår i släktet Spilophorus och familjen Cetoniidae. Inga underarter finns listade i Catalogue of Life.